# 蓋伊 (喬治亞州)
蓋伊（英語：Gay）是一個位於美國喬治亞州梅里韋瑟縣的城鎮。

## 地理
蓋伊的座標為33°05′38″N 84°34′26″W / 33.09389°N 84.57389°W，而該地的平均海拔高度為256米（即840英尺）。

## 人口
根據2010年美國人口普查的數據，蓋伊的面積為2.20平方千米，當中陸地面積為2.20平方千米，而水域面積為0.00平方千米。當地共有人口89人，而人口密度為每平方千米40人。